# Matrimonios mixtos de judíos en el Holocausto
Los judíos que estaban casados con quienes no eran judíos corrían menos peligro de muerte durante el Holocausto. En Alemania, los judíos de «matrimonios mixtos privilegiados» estaban exentos de algunas leyes antijudías. Todos los judíos casados mediante matrimonio mixtos (privilegiados o no) estuvieron en Alemania generalmente exentos de la deportación durante el Holocausto hasta principios de 1945, lo que permitió que el 90% sobreviviera. Sin embargo, enfrentaron una fuerte presión de las autoridades nazis para que se divorciaran, lo que terminaría con la protección de la pareja judía. Un evento famoso fueron las protestas de Rosenstraße de 1943, en la que mujeres no judías protestaron en Berlín después de que sus esposos judíos fueran arrestados. No está claro si esta acción evitó la deportación de sus maridos.

## Efectos

### Prohibición de matrimonios mixtos

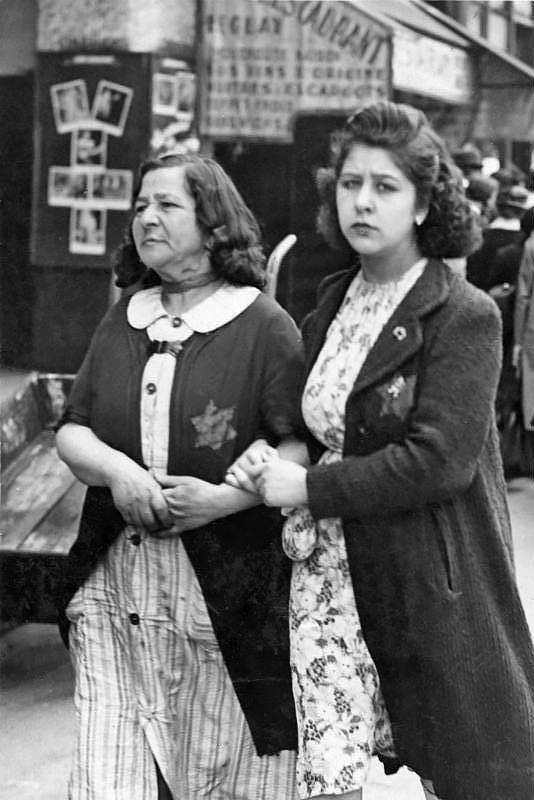
Entre las ventajas de vivir en un «matrimonio mixto privilegiado» estaba la exención del requisito de llevar la insignia amarilla.

Las leyes de Núremberg de 1935 prohibieron el matrimonio entre judíos y personas de «sangre alemana». Los matrimonios existentes no se disolvieron. En el Protectorado de Bohemia y Moravia, los matrimonios entre judíos y alemanes fueron prohibidos tras la invasión alemana en marzo de 1939, pero fue posible que judíos y checos étnicos se casaran hasta marzo de 1942.

### Exenciones
En Alemania, los matrimonios entre una mujer judía y un hombre de «sangre alemana» en los que los niños se crían sin fe judía se consideraban «matrimonios mixtos privilegiados». Las mujeres judías en tales matrimonios recibían mejores raciones que otros judíos y fueron exentas de una variedad de decretos nazis. Incluso los «matrimonios mixtos no privilegiados» traían importantes privilegios, como el derecho de la pareja judía a no ser deportado.
En los Países Bajos, todas las parejas casadas mixtas estaban exentas de la deportación hasta septiembre de 1942, momento en el que los hombres judíos sin hijos ya no estaban exentos. Las familias debían registrarse ante las autoridades para recibir la exención. En la República Eslovaca y el Estado Independiente de Croacia, los judíos casados entre sí estaban en su mayoría exentos de deportación. Incluso si no existieran exenciones de deportación, los judíos en matrimonios mixtos a menudo recibían ayuda de parientes no judíos que les permitían esconderse y sobrevivir.

### Otras formas de persecución
En lugar de ser deportados, muchos judíos casados en la Gran Alemania fueron reclutados en batallones de trabajos forzados con la Organización Todt. Durante la Fabrikaktion, la redada de los últimos judíos restantes que trabajaban en fábricas de Berlín en 1943, muchos judíos alemanes casados fueron arrestados. Ninguno de ellos fue deportado, algunos historiadores han argumentado que este resultado fue el resultado de las protestas de Rosenstraße. En 1943, la Gestapo ordenó la deportación de los judíos cuyos matrimonios habían terminado; como resultado, en enero de 1944, unos 1000 judíos fueron deportados al gueto de Theresienstadt. La mayoría de ellos perecieron tras ser transportados al campo de concentración de Auschwitz. En enero de 1945, se revocó la exención de deportación y muchos judíos casados entre sí fueron deportados al gueto de Theresienstadt. Sin embargo, la mayoría sobrevivió a la guerra.
En algunos casos, la Gestapo arrestaba a judíos casados o sus cónyuges no judíos por cargos inventados, a menudo como pretexto para robar sus propiedades.

### Presión para divorciarse
Las familias mixtas enfrentaron una fuerte presión para divorciarse, especialmente aquellas en las que la pareja no judía era una mujer. La pareja no judía a menudo se enfrentaba a la pérdida de un trabajo o propiedad debido a la arianización. Desde el otoño de 1944, muchas parejas no judías en matrimonios mixtos fueron reclutadas para trabajos forzados. En el Protectorado de Bohemia y Moravia, algunos hombres checos casados con mujeres judías fueron enviados a un campo de trabajos forzados y se les prometió ser liberados si aceptaban divorciarse. En la Gran Alemania, los historiadores han estimado la tasa de divorcios entre el 7 y el 10 por ciento.

## Estadísticas
En Ámsterdam, los judíos casados mixtos tenían un riesgo 59% menor de morir que los que no estaban casados. En septiembre de 1944, el 98 por ciento de los judíos alemanes y austríacos supervivientes estaban en matrimonios mixtos, según las estadísticas oficiales. Más del 90 por ciento de los judíos casados entre sí de la Gran Alemania sobrevivieron a la guerra. Benjamin Frommer estima que la mayoría de los judíos casados en Bohemia y Moravia sobrevivieron a la ocupación nazi, si no estaban divorciados o enviudados.

## Secuelas
Tras el Holocausto, las familias de matrimonios mixtos se enfrentaron a las actitudes de otros judíos y organizaciones judías que desaprobaban el matrimonio mixto.